# Indian Pacific

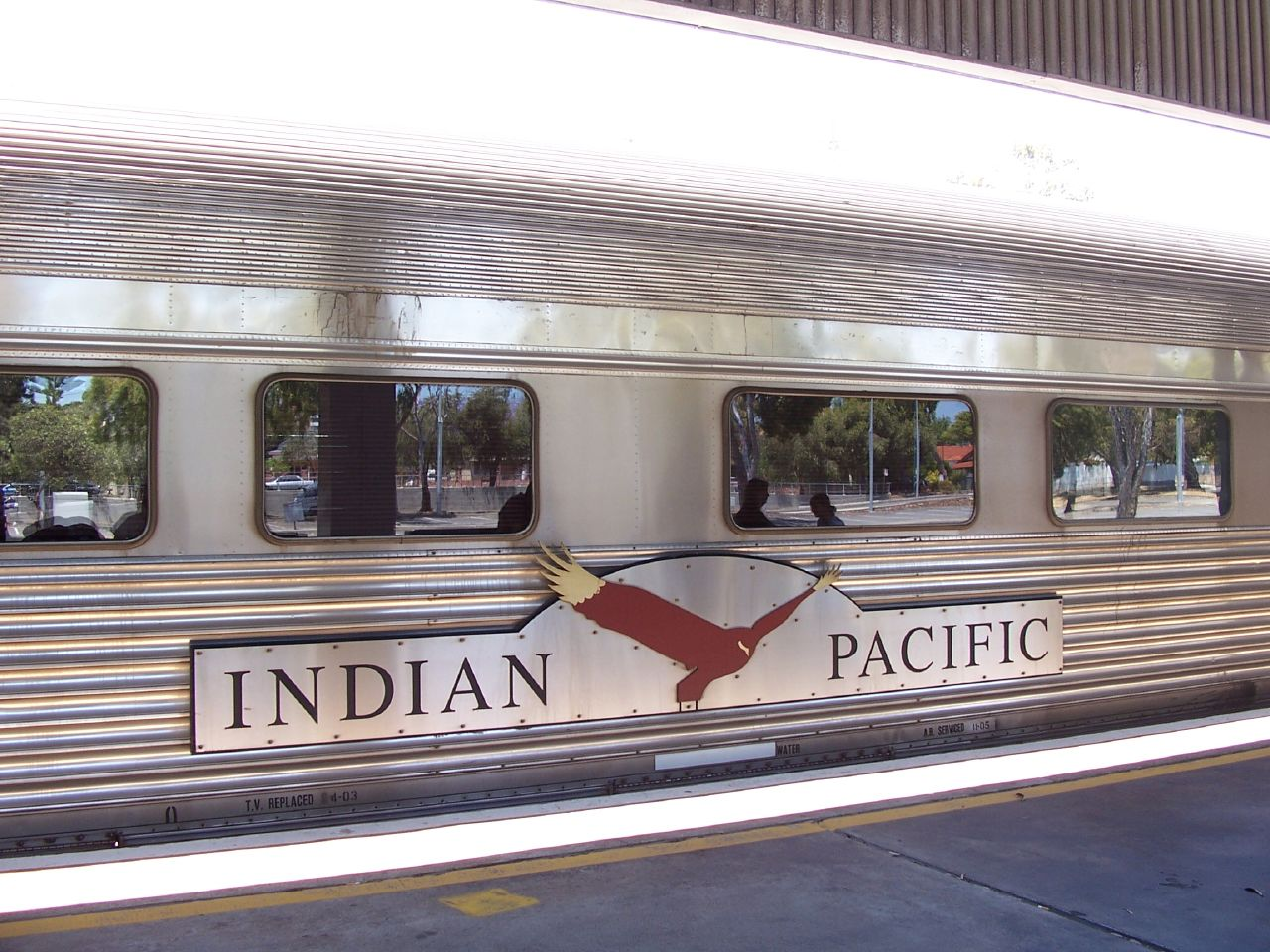
Het logo van de Indian Pacific op een van de rijtuigen.

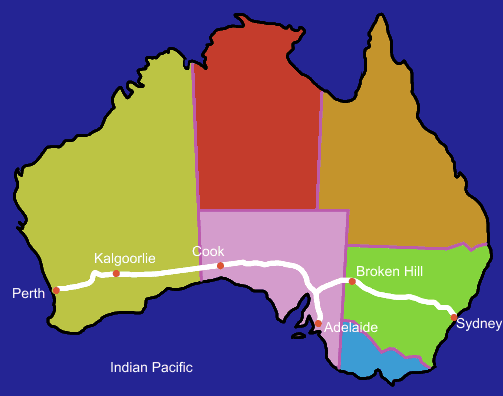
De route van oost- naar westkust loopt door drie deelstaten: New South Wales, Zuid-Australië en West-Australië.

De Indian Pacific is wekelijkse toeristische trein in Australië die de stad Sydney aan de oostkust (Grote Oceaan) verbindt met de 4.352 kilometer westelijk gelegen stad Perth aan de westkust (Indische Oceaan) en terug. Onderweg wordt er gestopt in Broken Hill, Adelaide, Cook en Kargoorlie. De Indian Pacific reed voor het eerst in 1970, nadat de regering een standaard spoorwijdte (normaalspoor) had doorgevoerd waardoor de trein in een keer kon doorrijden. Een groot deel van de route volgt de Trans-Australian Railway.
Vooral in de zomer zijn de treinen reeds lang van tevoren volgeboekt en is het meestal niet meer mogelijk zonder reservering met de trein te reizen. Evenals de The Ghan (tussen Darwin, Alice Springs en Adelaide) bestaat de trein uit drie klassen namelijk:
- Platinum (meest exclusieve service; vergelijkbaar met Gold maar coupés zijn dubbel zo groot, extra haal- en breng-diensten).
- Gold service (1e klas; eigen coupés met eigen douche/toilet en inclusief eten/drinken); een variant is Gold Exclusief waarbij de coupés wat meer ruimte bieden.
- Red service (2e klas; verstelbare stoelen; eten en drinken moet apart betaald worden).

De meeste rijtuigen bieden de Gold kangarooservice. Daarnaast zijn er nog restauratierijtuigen, bagagerijtuigen en rijtuigen voor het personeel. Een trein kan wel uit dertig rijtuigen bestaan, getrokken door twee diesellocomotieven. De trein is met een dergelijke lengte vaak te lang om in zijn gehele lengte langs het perron te staan en wordt dan in twee delen gesplitst die elk langs een ander perron komen te staan.